# Oyten
Oyten è un comune di 16 085 abitanti della Bassa Sassonia, in Germania.
Appartiene al circondario (Landkreis) di Verden (targa VER).